# Pendentyw

Pendentyw - kopuła bizantyjska

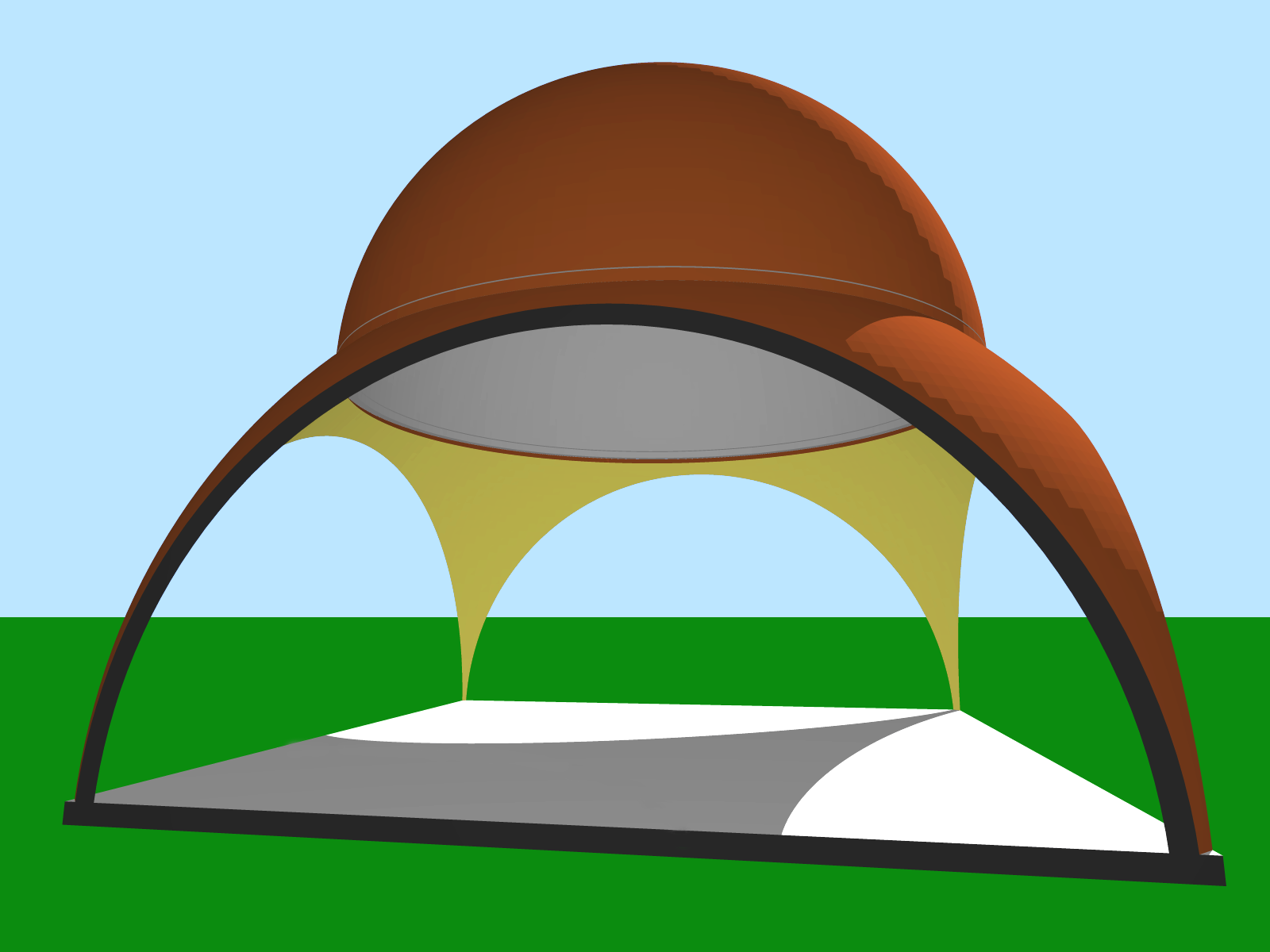

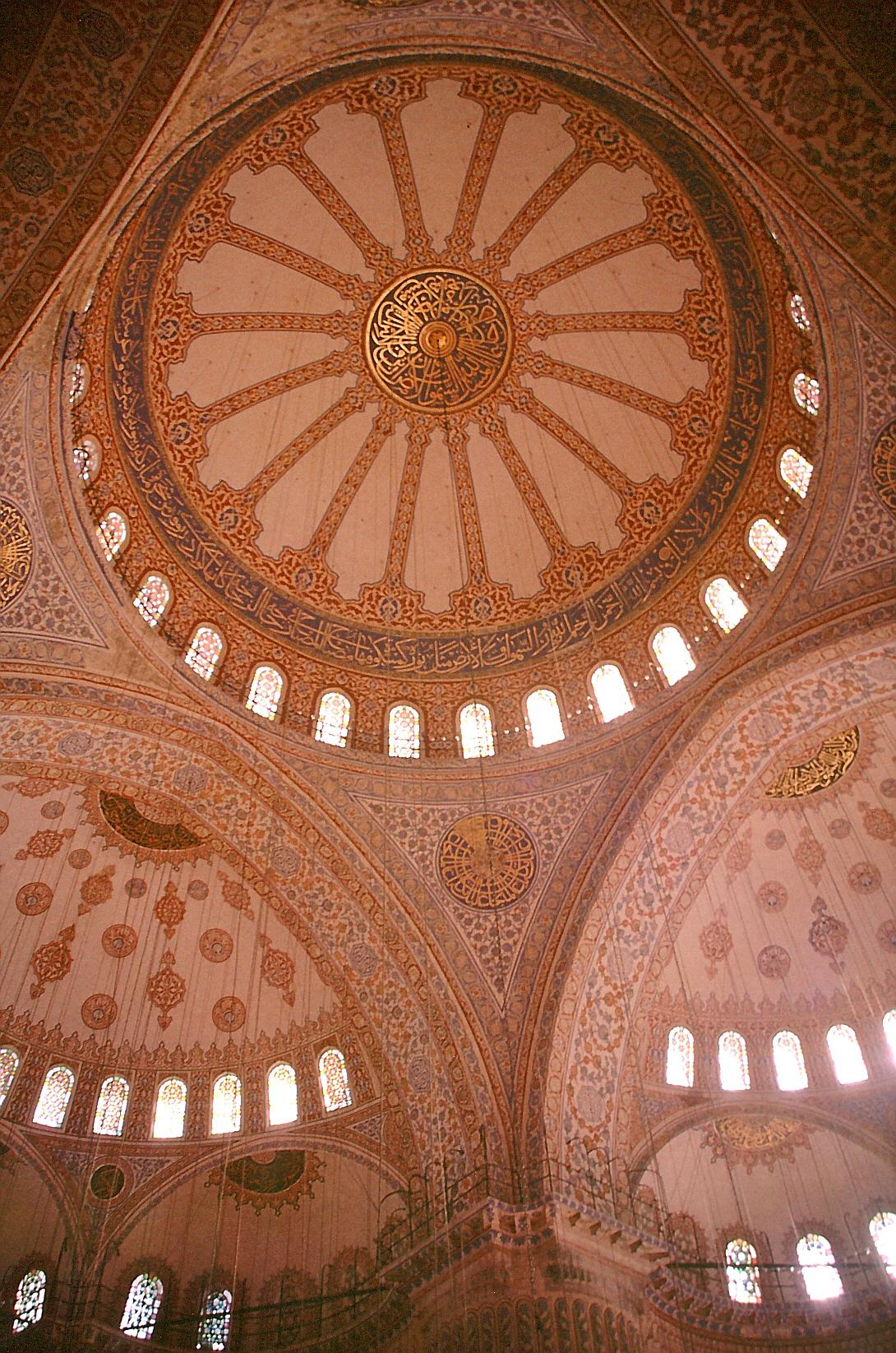
Kopuła Błękitnego Meczetu oparta na pendentywach

Pendentyw, żagielek – element narożny w postaci sklepienia o kształcie trójkąta sferycznego. 
Umożliwia przejście z planu kwadratu do koła, na którym opiera się kopuła. Pendentyw stosowany był w architekturze bizantyjskiej, rozpowszechnił się na Rusi. Był stosowany w renesansie, początkowo we Włoszech, później w całej Europie.